# Euphorbia cestrifolia
Euphorbia cestrifolia är en törelväxtart som beskrevs av Carl Sigismund Kunth. Euphorbia cestrifolia ingår i släktet törlar, och familjen törelväxter. Inga underarter finns listade i Catalogue of Life.